# Phidippus putnami
Phidippus putnami är en spindelart som först beskrevs av Peckham, Peckham 1883.  Phidippus putnami ingår i släktet Phidippus och familjen hoppspindlar. Inga underarter finns listade i Catalogue of Life.